# 映像
映像（）はテレビの普及以後に広く使われるようになった用語・概念であり、たとえば写真、テレビ、映画を中心に、ビデオ、コンピュータ・グラフィクス、アニメーション、ホログラフィーなど、化学、電子、光学技術による再現または創作像を広くさしている。

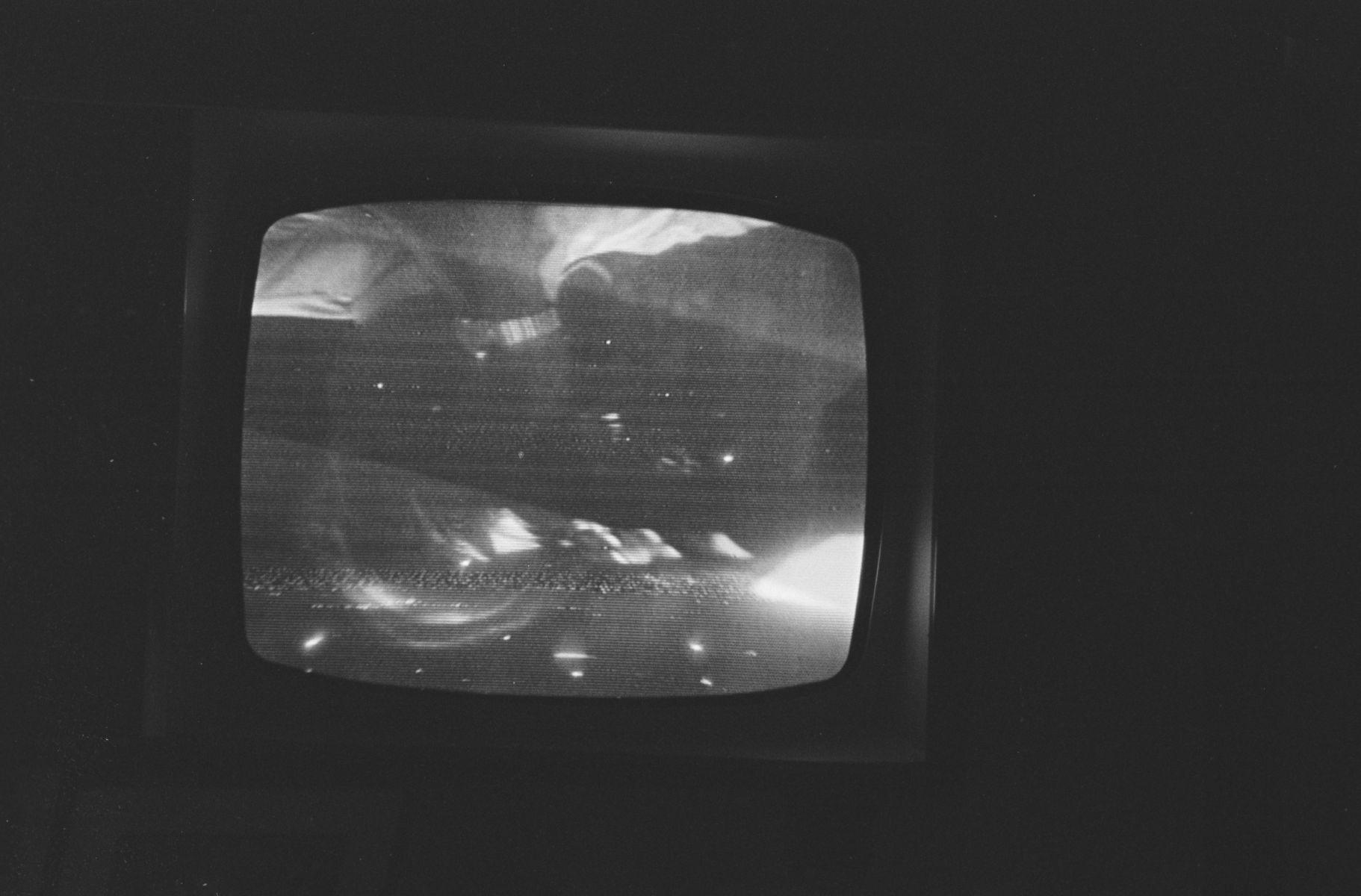
テレビの映像

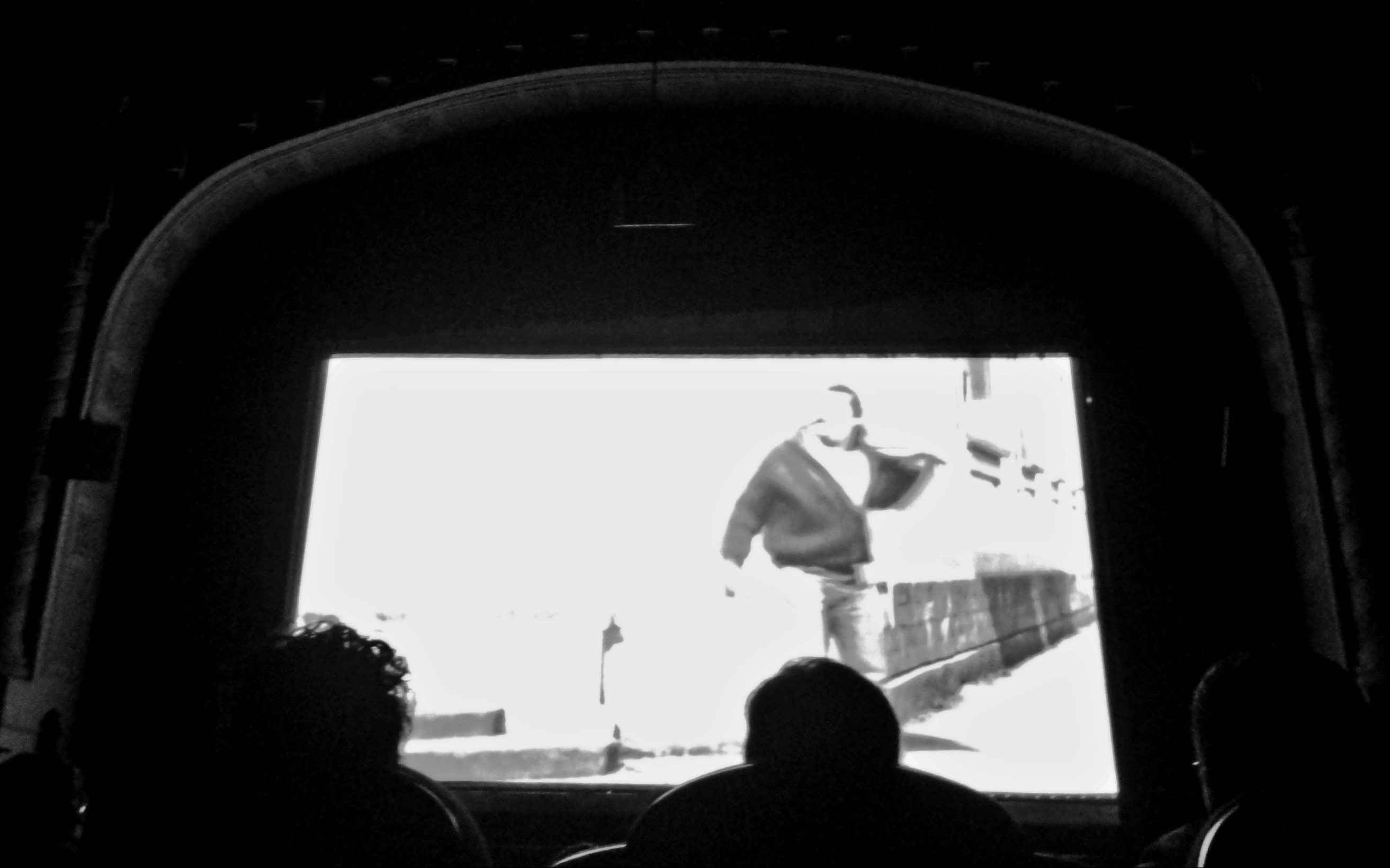
映画の映像

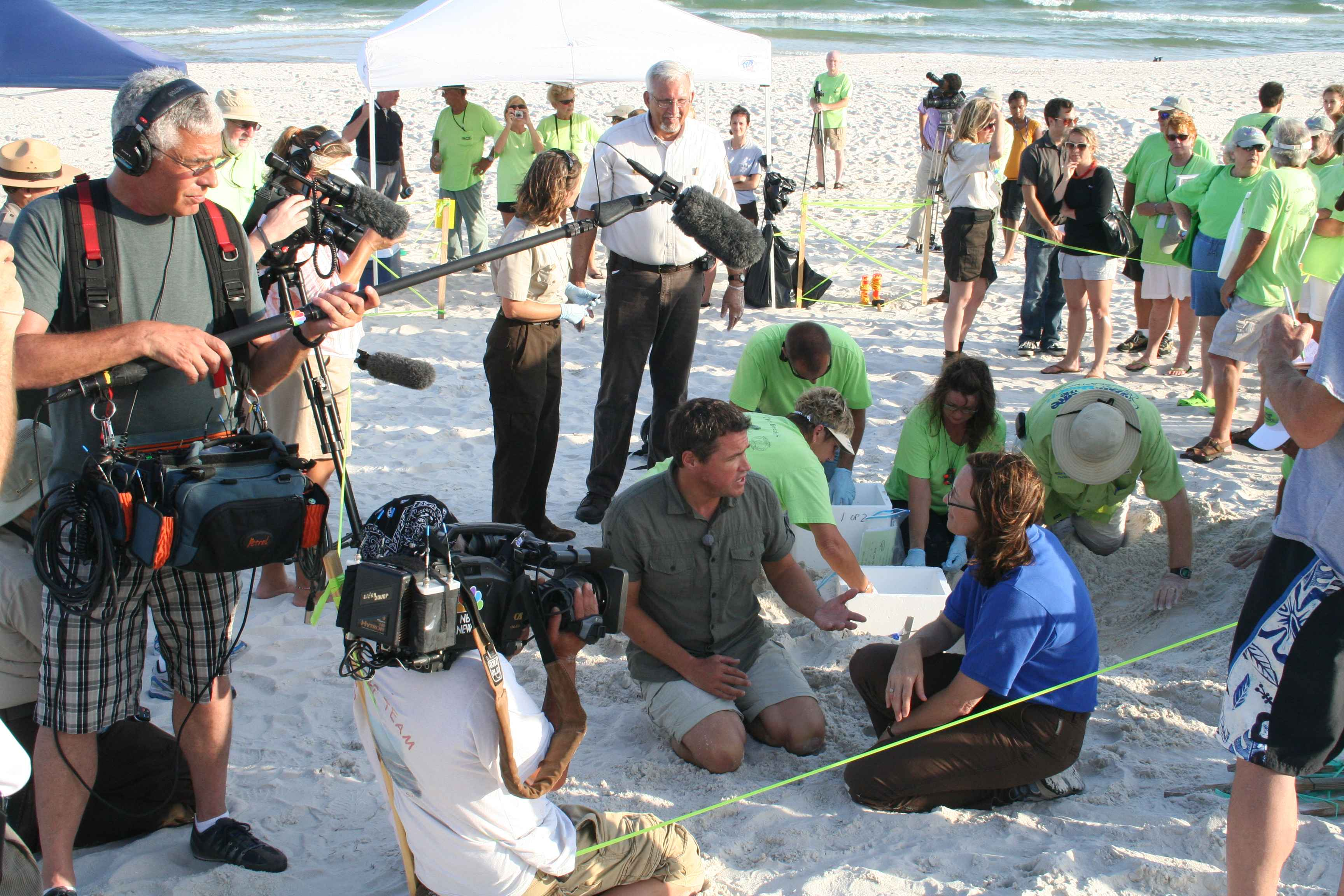
ドキュメンタリー番組を撮影するテレビ局のクルーたち

テレビ番組、ビデオ映画、映画などを一種のメディアや "業界" としてひとくくりにとらえるための概念・用語や、およびその作品として用いられる。たとえば「映像畑」などの形で用いられる。映像はしばしば活字（書籍、出版）と対比される（例:『映像の世紀』）。また舞台とも対比される。

## 定義
映像（）は多義語である。

### 動く像
映像（）は時間に沿って変化する内容が記されたものである。ムービー、ビデオ（英: video）とも。
この意味での映像は、静止画の意味での「画像」と対比される。

### 映された像
写真、テレビ、映画、ビデオ、コンピュータ・グラフィクス、アニメーション、ホログラフィーなど、化学、電子、光学技術による再現または創作像を広く指す。英: footage とも。
この意味での映像は内容の時間変化を問わない。つまり動画と静止画の総称である。視覚像の意味での「画像」が類義語である。

## 特性
映像は他の媒体 (メディア) と異なる様々な特性を持つ。以下はその一例である。

### 映像単体の特性
以下では視聴と無関係に映像そのものがもつ特性を示す。

#### 物理的時間の内包
映像は物理的な時間を内包している。
映像作品は時間芸術の一種であり、映像のなかに物理的・時計的な時間が含まれている。つまり作品側が各コマの表示タイミングを物理的な時間で規定しており、鑑賞者はこれを所与として映像を再生し鑑賞する。
この特性は、一枚絵であり鑑賞時間が鑑賞者に委ねられる絵画とは大きく異なる。また、コマの順序は作品側が規定するが読む速度（≒時間）は鑑賞者に委ねられる漫画とも異なる。更に、行・文字の順序は作品側が規定するが読む速度（≒時間）は鑑賞者に委ねられる活字文学とも異なる。
映像が内包する物理的時間は、作品側が規定する鑑賞速度である。作者と鑑賞者はこれを所与の基準値（= 1倍速）として共通認識しているが、観測者が必ずこの基準速度で鑑賞するとは限らない。ほとんどの映像再生機器・ソフトウェアが早送り機能を有しているのはこの現れである。
この特性は鑑賞者が映像のまえに長時間居続けることを要請する。そのため特に娯楽映像作品において鑑賞者が飽きない・時間を忘れるような工夫が必須となる。

#### フレームを伴う画
映像はフレームを伴う画から構成される。

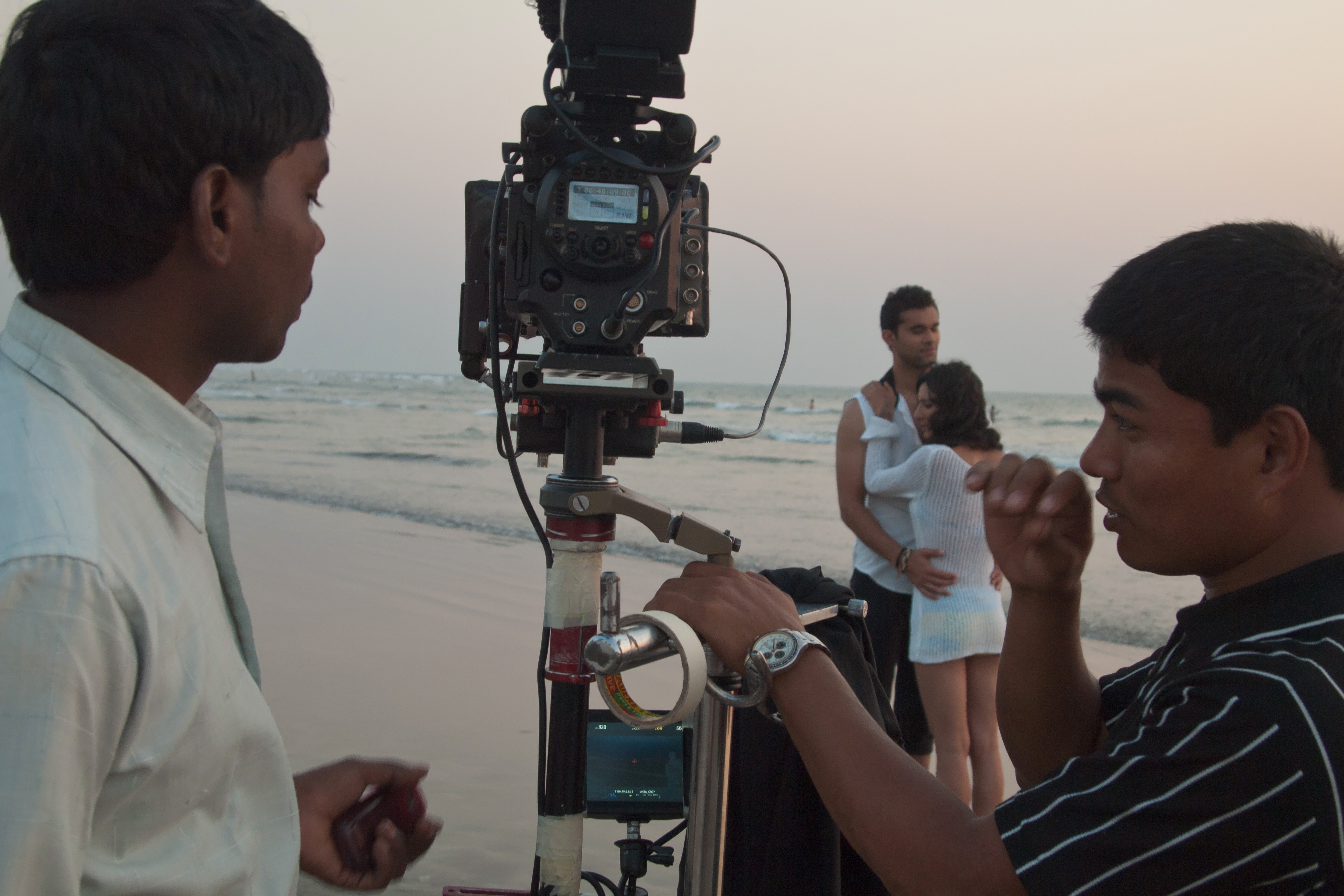
カメラによるフレーミング

映像は対象や空間をフレーム（枠）で切り取ってキャンバスとしての画面上に表現する。実写映像制作のカメラ・アニメーション制作のキャンバスと撮影機器がフレームを規定する。つまり作品側がモノの見え方をフレームとして規定しており、鑑賞者はこの視点のみが与えられる。また画であるため映像は視覚芸術の一種であり、鑑賞者に視覚的な印象を与える。
この特性は、文字であり絵画的な視覚刺激の無い活字文学とは大きく異なる。また、視覚的に表現されるがフレームが無く、座席が規定する固定視点から物理的な空間を直接見る演劇とも異なる。一方で絵画や漫画はキャンバスやコマというフレームをもちそのなかに絵が描かれる点で共通している。

#### 経時変化する画
映像は経時変化する画である。
映像は各時点のコマがフレームを伴った画でありかつ物理的時間を内包している。そのため映像は時間の進展に合わせて画が変化しうる、経時変化する画である。
原理的には各コマが全く別の内容を表示していても問題ない。一方で人間の視覚特性を活かすとより豊かな表現が可能になるため、コマ間で画に類似性・関連性をもたせることが実務的には多い（詳細は #視聴と関連した特性）。

### 視聴と関連した特性
以下では鑑賞者による視聴と関連した特性を示す。

#### 動きの表現
映像は動きを視覚的に表現できる。
映像は経時変化する画でありかつヒトは視覚的な運動知覚をもつため、映像は物体の動きを視覚的に表現できる（詳細は#コマ送りに動きを知覚する原理）。実写ではカメラで実際の物体運動を撮影することによって、アニメーションでは作画によって、動きの映像を生み出せる。典型的には隣り合ったコマが同じ対象の少し異なる状態・ポーズを描くことで動きが生まれる。
この特性は、文字であり動きを視覚的に表現できない活字文学と大きく異なる。また、躍動感は表現できるが時間を持てない絵画とも異なる。さらに描画とコマ割りで運動の軌跡と流れを視覚的に示せるが時間を内包せず速度を作品側で規定できない（=動きをコントロールして表現できない）漫画とも異なる。一方で演劇は物理的な物体運動を直接鑑賞者へ見せて動きを視覚的に表現できる点で共通している。

#### 空間の表現
映像は空間を視覚的に表現できる。
映像は経時変化する画でありかつヒトは視覚的な空間認識能力をもつため、映像は空間を視覚的に表現できる。典型的にはパン/ドリーなどのカメラワークや連続性のあるカット割りによって表現される。特にカット割りを用いる場合は背景の類似性や視線管理などによる連続性の担保が求められる。
この特性は、文字であり空間を視覚的に表現できない活字文学と大きく異なる。一方で漫画では「コマ割りされたパノラマ画」のような空間表現やカット割り的な画の跳躍を含むコマ割り空間表現がよく用いられており、この点で映像と共通している。

#### 動的な構図による視覚印象
映像は構図の経時変化が視覚印象を生む。
映像は各コマがフレームを伴う画であるため、（静的な）構図をもちそれによる視覚印象を発生させる。さらに映像は経時変化する画であるため構図も経時変化し、この構図の経時変化（動的な構図）もまた特有の視覚印象を発生させる。この視覚印象は単一カット内での動きでもカットを跨いだ構図変化でも起きる。具体例は #動的な構図 を参照。
この特性は、構図の経時変化が起きる点で演劇と共通している。一方で演劇はリアルタイムの物理的移動を伴うためその変化量には限度があるが、映像はカット割りやVFXで任意の急激な構図変化をおこせる点で異なる。
この動的な構図による視覚印象は映像演出に広く利用される。これは動的構図の視覚印象が最終的に心情レベルの印象を喚起するからである。例えばサイズ縮小の動的構図でキャラクターを描くことで、「遠ざかる」という視覚印象から「心の距離が離れていってしまう」という心情的印象を与えると期待できる。
動的な構図の設計と実現にはカメラワークがよく用いられる。

#### 内容の連続性
映像は内容の連続性をもち、また不連続性を容易に発生させる。
映像は一連の画/コマを時間に沿って表示したものであり（⇒ #経時変化する画）、コマの間に時間的な連続性がある。また映像断片をバラバラに撮影しそれらを単純に繋ぐことでも連続した画面が得られる。
一方で映像は単なる独立した静止画の連続ではない。隣り合ったコマが同じ対象の少し異なる状態・ポーズを描くことで動きや空間を表現できる（=カット）。カット間でも同様で、演技や絵自体のつながりによってより広い時空間を表現できる。このように映像は内容の連続性（映像的なつながり）をもちうる。
しかし内容の連続性は容易に途切れる。隣のコマと全く異なる画を表示するとコマ間が不連続になる（=異なるカットになる）。また設計無しで用意した複数のカットを単純に繋いでも映像的なつながりは得られず不連続になる。他にもコマ間・カット間でキャラクターの作画が異なっていれば「これは同じキャラなのか？」という余分な思考が発生してつながりが弱まる。またこの思考をするための時間が必要になり、映像の物理的な展開速度を落とす必要が出てくる。
この特性は映像制作時に連続性を設計することを要請する。そのため映像制作では絵コンテ（映像のコンティニュイティ/連続性を可視化する設計図）がしばしば利用される。

## 映像化
映像化（）は映像以外のメディアによる表現を映像へ翻案することである。
小説の実写映画化や漫画のアニメ化は映像化の一種である。口承の撮影など、娯楽以外の目的でも映像化がおこなわれる。翻案元となる非映像メディア表現は原作と呼ばれる。原作は小説・漫画・演劇（舞台）・口承など様々である。
原作によってはそのニュアンスを崩さず映像化するのが困難である。これを誇張した宣伝文句・アオリ文句として「映像化不可能」といった表現がしばしば用いられる。

## 技法
映像に関する様々な技法が存在する。以下はその一例である：
- 実写[66]
- アニメーション[66][3]
- 撮影
  - カメラアングル
  - カメラポジション
  - カメラワーク
    - パン
    - ドリー
    - ズーム (撮影技法)（英語版）

  - フレーミング
    - エスタブリッシング・ショット
    - ショットサイズ[67]
      - クローズアップショット
      - バストショット
      - フルショット（フルフィギュアショット）
      - ロングショット

  - イマジナリーライン
- 映像編集（映画編集）
  - モンタージュ[68]
    - クレショフ効果
    - 180度ルール
    - 30度ルール
    - カットバック
    - ショット・リバースショット
    - マッチカット
    - ジャンプカット

### 動的な構図
映像を演出するために様々な動的な構図とその視覚印象が利用される。以下はその一例である：

#### サイズ変化
物体のサイズが画面上で経時的に変化する構図は演出に利用される。
典型的には「経時的にサイズが大きく/小さくなる」という構図を取る。これは視覚的に「強まる/弱まる」「近づく/遠ざかる」という大枠の印象を生み出す。物体との組み合わせにより、例えばサイズ縮小構図でキャラクターを描くことで「心の距離が離れていってしまう」という心情的印象を与えると期待できる。
この構図は以下の3つの方法で実現できる：
- カメラと物体の距離変化[69]: 物体移動 or カメラのドリーイン/アウト（トラックアップ/バック）
- カメラの画角変化: ズームアップ/ズームバック
- カット割りと物体の取り替え: （モンタージュ的に）各カットの同じ位置にサイズの異なる別の物体を配置

この視覚印象は単一カット内での動きでもカットを跨いだ構図変化でも起きる。

#### 余白の継続と充足
画面上の大きな余白が継続し充足される構図は演出に利用される。
画面上で物体を寄せて配置した場合、反対側に余白が生じる。映像は経時変化する画であるため、この余白が少し続くと鑑賞者は「何か来るかも」という大枠の印象を抱く。そしてこの余白が物体の移動・登場で充足されると「来た」「現れた」「進んだ」という印象が喚起される。このように余白の継続と充足は動的な構図として印象を喚起する。これと対照的に、余白が余白のまま継続すると「変わらない」「継続」といった印象を生む。
余白の継続と充足を演出に用いることで、「ドキドキ」「ワクワク」といった期待感、予測とその実現の気持ちよさ、対立する存在の登場、といった心情的印象を与えると期待できる。余白の継続を演出に用いれば、安定感あるいは不安定感が継続するといった印象が期待できる。

#### 方向の継続と転換
方向が継続し転換する構図は演出に利用される。
映像は経時変化する画であるため、変化が一定の方向へ継続して起こるケースがある。また目線など方向性をもった主題が描かれ、これが継続してその方向性を示すケースがある。そして継続していた方向が別の方向へ転換すると「変わった」「展開した」という印象が喚起される。このように個別のモチーフとは独立した方向自体の継続と転換は動的な構図として印象を喚起する。これと対照的に、方向が一定のまま継続すると「変わらない」「継続」といった印象を生む。
方向の継続と転換を演出に用いることで、「ドキドキ」「ワクワク」といった期待感、予測とその実現の気持ちよさ、対立する存在の登場、といった心情的印象を与えると期待できる。方向の継続を演出に用いれば、安定感あるいは不安定感が継続するといった印象が期待できる。

## 原理

### コマ送りに動きを知覚する原理
現実世界は時間と運動が滑らかであり連続的（アナログ）だが、映像はコマ送りであり離散的（デジタル）である。ヒトの感覚はアナログな現実世界を認識するよう作られているため、離散的な映像を見て「滑らかに動いている」と感じられる保証はない。しかし実際にはヒトは（適切に作られた）映像を見て「滑らかに動いている」と感じられる。このヒトの奇妙で便利な特性がどのような仕組みで生まれているか、様々な研究がなされてきた。
映像の各コマは実際には動いていないため「滑らかに動いている」という認識は運動錯覚である。特に映像は視覚刺激であるため、運動錯視の一種といえる。単純な図形のアニメーションで運動錯視は検証可能であり、ベータ運動やファイ現象と名付けられた運動錯視が見つけられ、その生物学的・心理学的原理が研究されている。
かつては映像の原理は残像効果で説明されていたが、毎秒24コマで成立する映像の原理としては科学的に否定されている。

## 歴史
テレビ以前の映画時代に、まれに「映像」ということばが使われることがあっても、映画全体を含む広義の概念としてではなく、画面、または画面上の像をさす狭義の意味で使われていた。「映像」はあくまでテレビが登場した後に広く使われるようになった用語である。
テレビが普及し、テレビ画面に映し出される動く写真とその音響を通して、具体的に迅速に伝わっていくにつれ、映画のほうは主役から脇役へと位置づけが低下し、テレビが生活に大きな役割（中心的な役割）を演じるようになった。

## 影像
影像（）は映像と意味や指す範囲が異なる。「影像」という用語には、いわゆる映像メディアという考え方は含まれていない。